# Hugo Ayala
Hugo Ayala Castro (Morelia, 31 marzo 1987) è un ex calciatore messicano, di ruolo difensore.

## Palmarès

### Club

#### Competizioni nazionali
- Campionato messicano: 4

Monterrey: Apertura 2011
Tigres UANL: Apertura 2015, Apertura 2016, Apertura 2017
- Copa México: 1

Monterrey: Chiusura 2014
- Campeón de Campeones: 3

Tigres UANL: 2016, 2017, 2018

#### Competizioni internazionali
- CONCACAF Champions League: 1

Tigres UANL: 2020

### Individuale
- Squadra della stagione della CONCACAF Champions League: 1

2020